# Marissa Mayer
Marissa Ann Mayer (Wausau, Wisconsin, 30 de maig de 1975) és una enginyera en informàtica i directiva estatunidenca. Al juliol de 2012 va esdevenir Directora executiva de Yahoo! fins al gener de 2017. És graduada en Sistemes simbòlics i en Ciències computacionals per la Universitat Stanford.
Mayer va ser la primera enginyera dona contractada a Google i un dels primers 20 empleats, passant a formar part de la companyia a principis de 1999. Va arribar a ser vicepresidenta de productes de cerca i experiència d'usuari a la companyia del motor de cerca americà Google. Hi vigilava el procés de llançament dels seus productes, determinant quan un producte particular de Google estava llest per ser llençat als usuaris. Havia esdevingut una de les cares públiques de Google, fent diverses entrevistes a la premsa i apareixent a esdeveniments habitualment per a parlar en nom de la companyia.
Va esdevenir la dona més jove en entrar a la llista de les 50 dones més poderoses del món de la revista Fortune.

## Aparicions en conferències
- Cyberposium 12, Harvard Business School, 11 de novembre de 2006, Discurs inaugural
- Kellogg Technology Conference, Kellogg School of Management, 7 de febrer, 2007, Discurs inaugural